# Editorial Bruguera
Bruguera foi uma editora espanhola fundada em 1910 com o nome de El Gato Negro. Teve uma filial no Brasil, inicialmente chamada de Bruguera, que logo depois mudou o nome para Cedibra.